# Pseudocallispa
Pseudocallispa là một chi bọ cánh cứng trong họ Chrysomelidae.
Chi này được miêu tả khoa học năm 1932 bởi Uhmann, 193.

## Các loài
Chi này gồm các loài:
- Pseudocallispa schultzei Uhmann, 1930-1932